# ミナミホマレ
ミナミホマレ（欧字名：Minami Homare、1939年3月31日 - 1962年9月）は、日本の競走馬、種牡馬。第二次世界大戦中の1942年に、第11回東京優駿競走（日本ダービー）を優勝した。
日本ダービー勝利後、4戦3勝で現役を引退し、翌年から種牡馬として供用された。産駒成績は優秀で、ゴールデンウエーブ、ダイゴホマレの2頭のダービー馬をはじめ多くの活躍馬を送り出した。

## 生涯
1939年3月31日、岩手県雫石村の小岩井農場で誕生する。父プリメロは競走馬時代にアイリッシュダービー、アイリッシュセントレジャーを制すなど15戦3勝。1936年に小岩井農場が6万円で輸入し、同地に種牡馬として繋養されていた。母フロリストは、競走馬名をフロラーカツプといい、現役時代は目黒の連合二哩含む10勝を挙げ、繁殖牝馬となってからもハクリユウ、ハクセツ、アカイシダケらを出し、小岩井農場の名牝の一頭に数えられる活躍を見せていた。
ミナミホマレはプリメロの3世代目の産駒に当たり、幼名は第拾壱プリメロといった。そして、出産当時21歳のフロリストにとっては、同馬が最後の産駒となった。後のミナミホマレこと第拾壱プリメロは、1941年8月に小岩井農場で行われたセリ市に出品されると、ミナミ電機商会社長の池得次に4万円で競り落とされ、中山競馬場の東原玉造調教師の元に預託された。

### 競走馬時代
1942年3月、横浜競馬場の新馬戦でデビュー。本命に支持され初勝利を飾ったが、その2週間後に行われた横浜農林省賞典四歳呼馬（皐月賞）ではアルバイトに2馬身半離されての2着に終わった。次開催の中山を休養した後、東京2日目のオープン戦に出走すると、これを楽に勝って、東京優駿競走（日本ダービー）に駒を進めた。
日本ダービーは晴天、良馬場で行われ、戦時下ではあったが多くの見物客で賑わった。ミナミホマレは当時5連勝中のアルバイトに次ぐ2番人気ではあったが、アルバイトが半数近い支持を得る一方で、ミナミホマレには14.8％の支持しか集まらなかった。17頭立てで行われたレースは、1頭が立ち遅れた以外は綺麗にスタートし、関西馬のハヤタケがハナを切る展開となった。ミナミホマレは後方での待機策をとり、第3、4コーナー間でも中団やや後方を維持。そして最後の直線、インコースからスパートをかけハヤタケを抜き去ると、ゴール100メートル手前で先に抜け出していたアルバイトに並び、最後はクビ差交わして勝利した。
優勝タイム2分33秒0は第7回のスゲヌマを越えるレコードであった。馬主の池は、ミナミ（第9回）、ミナミモア（第10回）に次ぐ3回目の挑戦で、調教師の東原は第1回（ワカタカ）以来のダービー制覇となった。

### 種牡馬時代
日本ダービーを最後に競走馬を引退し、1943年3月には種牡馬として青森県の太平牧場に繋養された。その後は、大塚牧場、タイヘイ牧場へと移り、1962年9月に老衰で死去した。戦後の競馬再開の年に当たる1946年は、初年度産駒のデビューと重なっており、その世代からブルーホマレ（中山大障害（秋））、シンニホン（13勝）と活躍馬を出した。そして、1954年にはゴールデンウエーブが東京優駿を制して、カブトヤマ、マツミドリ以来の親子制覇を達成し、更に1958年には同じくダイゴホマレが勝って、2頭のダービー馬の父ともなっている。このように一流馬を次々と輩出したことから、青森の馬産家からは「救世主」と呼ばれたという。また、シンニホン（前述）やジツホマレ（優駿牝馬）の繁殖成績も良く、岡田光一郎は繁殖牝馬の父としても優秀であったと述べている。

## 評価・特徴

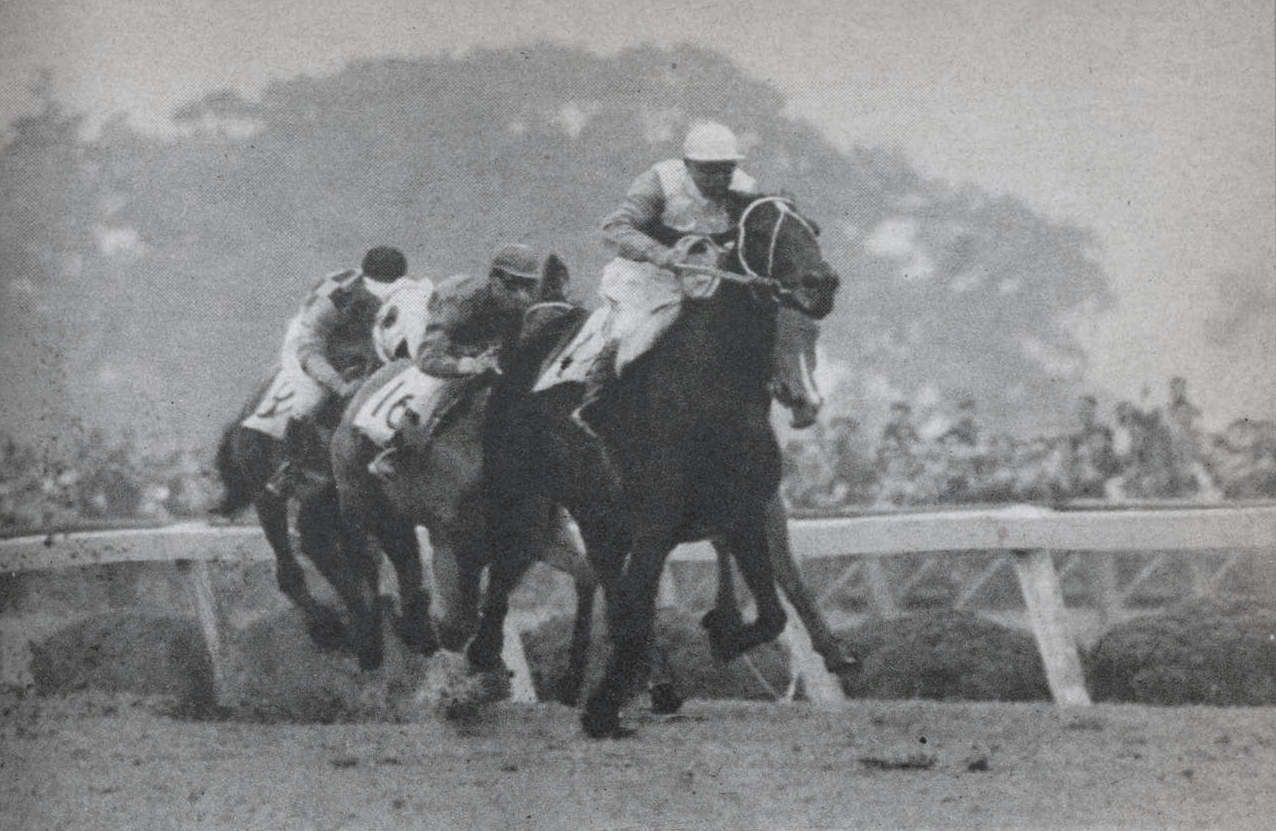
ゴールデンウエーブ
----
1951年産駒。公営出身として初のダービー馬でもあった。

岡田は、日本ダービーを勝ったこと以外、競走成績に特筆すべき点はないものの、「日本の競馬史上からは忘れられない1頭といわなくてはならない」と評している。また、山野浩一は『栄光の名馬』（1976）の中で、同馬を「史上ベスト22サラブレッド」の1頭に選んでいる。その他、雑誌『優駿』が2000年に企画した「プロの目で厳選した 20世紀のベストホース100」にも名を連ねた。
前述のとおり、種牡馬成績は良く、『日本ダービー50年史』では前述の産駒のほか、ツルギサン、ギンザクラ、ラツキーミナミ、グレートオー、アサハギ、タカツキ、ホマレオーを活躍馬として挙げている。杉浦謙三は、ゴールデンウエーブが不良馬場のダービーを勝ち、ホマレオーが「重馬場の鬼」とまで評された例を出し、産駒には不思議と重馬場得意の特徴があると述べている。

## 競走成績
競走成績は『日本の名馬・名勝負物語』、『ダービー馬の履歴書』に基づく。
| 競走日 | 競走日 | 競走日 | 競馬場 | 競走名           | 距離（馬場） | 頭数 | 人気 | 着順 | タイム    | 着差          | 騎手     | 斤量 [kg] | 勝ち馬/（2着馬）   |
| ------ | ------ | ------ | ------ | ---------------- | ------------ | ---- | ---- | ---- | --------- | ------------- | -------- | --------- | ------------------ |
| 1942.  | 03.    | 22     | 横浜   | 新呼             | 1700m（良）  | 8    | 1人  | 1着  | R1:49.3⁄5 | 3⁄4馬身       | 佐藤邦雄 | 55        | （メリイライト）   |
|        | 04.    | 05     | 横浜   | 横浜農賞四歳呼馬 | 1850m（良）  | 6    | 3人  | 2着  |           | （2+1⁄2馬身） | 佐藤邦雄 | 57        | アルバイト         |
|        | 05.    | 10     | 東京   | 古呼             | 2000m（良）  | 12   | 1人  | 1着  | R2:08.4⁄5 | 2馬身         | 佐藤邦雄 | 57        | （ロツクフオード） |
|        | 05.    | 24     | 東京   | 東京優駿競走     | 2400m（良）  | 17   | 2人  | 1着  | R2:33.0⁄5 | クビ          | 佐藤邦雄 | 57        | （アルバイト）     |

- タイム欄のRはレコード勝ちを示す。

## 主な産駒

### クラシック競走勝馬
- ジツホマレ（1953年優駿牝馬）[22]
- ゴールデンウエーブ（1954年東京優駿）[17]
- ダイゴホマレ（1958年東京優駿）[23]

### 中央重賞競走勝馬
- ブルーホマレ（1948年中山大障害（秋））[5]
- ツルギサン（1953年目黒記念（秋））[24]
- ホマレオー（1954年セントライト記念）[25]
- ギンザクラ（1954年中山大障害（春））[5]
- タカギク（1955年ダイヤモンドS、中山記念）[26]
- カツラホマレ（1958年大阪杯）[27]

## 血統表
| ミナミホマレの血統             | ミナミホマレの血統                           | ミナミホマレの血統                           | （血統表の出典）                             | （血統表の出典） |
| 父系                           | プリメロ系＜ブランドフォード系               | プリメロ系＜ブランドフォード系               | プリメロ系＜ブランドフォード系               | [ § 2 ]          |
| 父 *プリメロ Primero 1931 鹿毛 | 父の父Blandford 1919 黒鹿毛                  | Swynford                                     | John o'Gaunt                                 | John o'Gaunt     |
| 父 *プリメロ Primero 1931 鹿毛 | 父の父Blandford 1919 黒鹿毛                  | Swynford                                     | Canterbury Pilgrim                           |                  |
| 父 *プリメロ Primero 1931 鹿毛 | 父の父Blandford 1919 黒鹿毛                  | Blanche                                      | White Eagle                                  | White Eagle      |
| 父 *プリメロ Primero 1931 鹿毛 | 父の父Blandford 1919 黒鹿毛                  | Blanche                                      | Black Cherry                                 |                  |
| 父 *プリメロ Primero 1931 鹿毛 | 父の母Athasi 1917 鹿毛                       | Farasi                                       | Desmond                                      | Desmond          |
| 父 *プリメロ Primero 1931 鹿毛 | 父の母Athasi 1917 鹿毛                       | Farasi                                       | Molly Morgan                                 |                  |
| 父 *プリメロ Primero 1931 鹿毛 | 父の母Athasi 1917 鹿毛                       | Athgreany                                    | Galloping Simon                              | Galloping Simon  |
| 父 *プリメロ Primero 1931 鹿毛 | 父の母Athasi 1917 鹿毛                       | Athgreany                                    | Fairyland                                    |                  |
| 母 フロリスト 1919 栗毛        | 母の父*ガロン Gallon 1909 栗毛               | Gallinule                                    | Isonomy                                      | Isonomy          |
| 母 フロリスト 1919 栗毛        | 母の父*ガロン Gallon 1909 栗毛               | Gallinule                                    | Moorhen                                      |                  |
| 母 フロリスト 1919 栗毛        | 母の父*ガロン Gallon 1909 栗毛               | Flair                                        | St.Frusquin                                  | St.Frusquin      |
| 母 フロリスト 1919 栗毛        | 母の父*ガロン Gallon 1909 栗毛               | Flair                                        | Glare                                        |                  |
| 母 フロリスト 1919 栗毛        | 母の母第四フロリースカツプ 1912 黒鹿毛       | *インタグリオー Intaglio                     | Childwick                                    | Childwick        |
| 母 フロリスト 1919 栗毛        | 母の母第四フロリースカツプ 1912 黒鹿毛       | *インタグリオー Intaglio                     | Cameo                                        |                  |
| 母 フロリスト 1919 栗毛        | 母の母第四フロリースカツプ 1912 黒鹿毛       | *フロリースカツプ Florries Cup               | Florizel                                     | Florizel         |
| 母 フロリスト 1919 栗毛        | 母の母第四フロリースカツプ 1912 黒鹿毛       | *フロリースカツプ Florries Cup               | Stirrup Cup                                  |                  |
| 母系(F-No.)                    | フロリースカツプ系(FN:3-l)                   | フロリースカツプ系(FN:3-l)                   | フロリースカツプ系(FN:3-l)                   | [ § 3 ]          |
| 5代内の近親交配                | Gallinule 5×3、St. Simon 5×5.5.5、Melton 5×5 | Gallinule 5×3、St. Simon 5×5.5.5、Melton 5×5 | Gallinule 5×3、St. Simon 5×5.5.5、Melton 5×5 | [ § 4 ]          |
| 出典                           | 1. 2. 3. 4.                                  | 1. 2. 3. 4.                                  | 1. 2. 3. 4.                                  | 1. 2. 3. 4.      |